# 神話の人物と農民の踊り
『神話の人物と農民の踊り』（しんわのじんぶつとのうみんのおどり、西: Danza de personajes mitológicos y aldeanos、英: Dance of Mythological Figures and Villagers）は、フランドルのバロック期の巨匠ピーテル・パウル・ルーベンスが1635年に板上に油彩で描いた絵画である。ピーテル・ブリューゲル (父) の描く農村の生活場面を前例としている本作は、ほぼ同時期の作品で同様の主題を扱った『村祭り』 (ルーヴル美術館、パリ) と密接な関連性がある。ルーベンスの死後、フェリペ4世は彼が手元に置いていた作品を購入するために彼の邸宅に使節を派遣したが、本作を800フロリンで購入し、旧マドリード王宮の夏用の食堂に掛けた。現在、マドリードのプラド美術館に所蔵されている。

## 作品

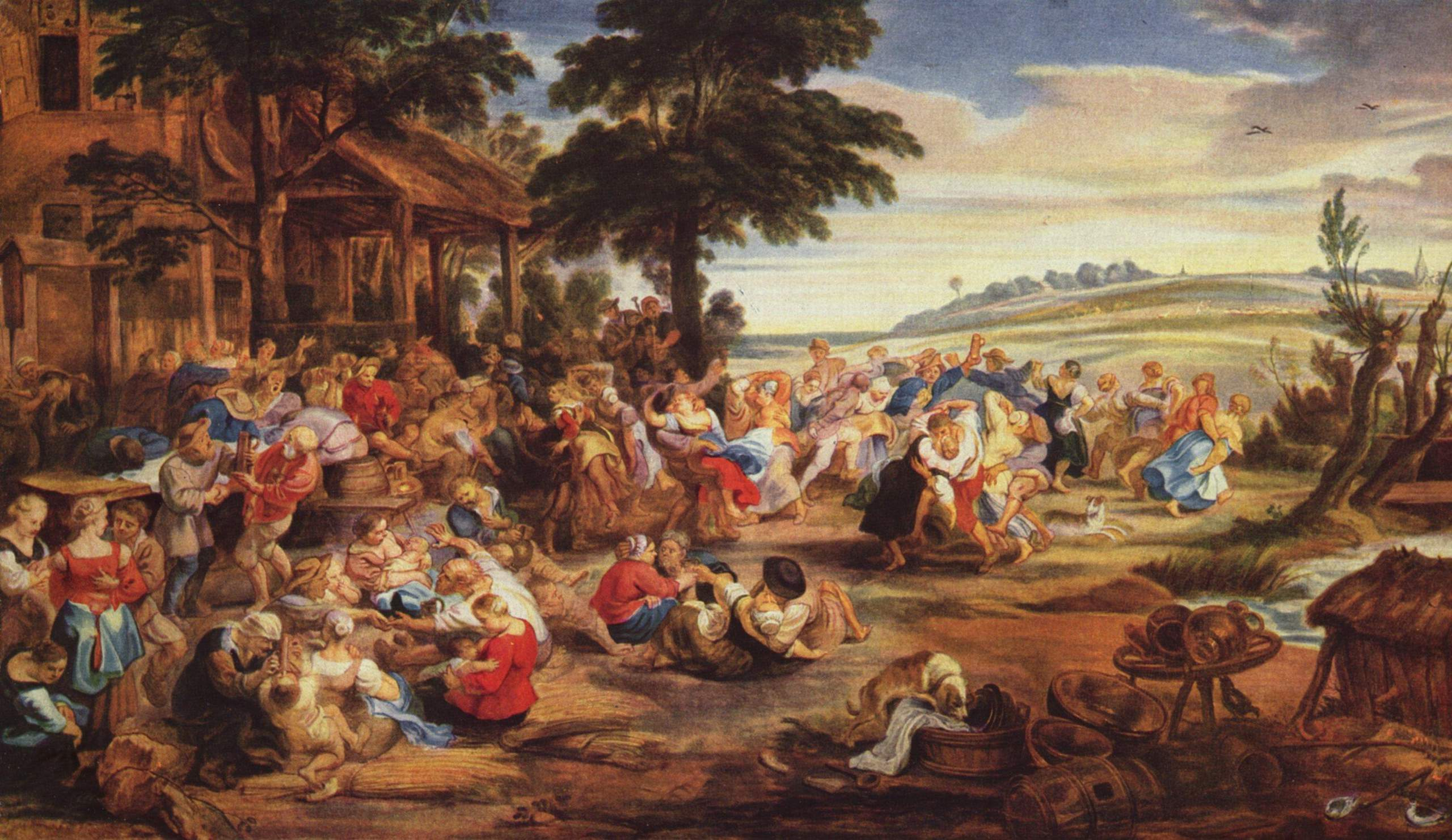
ピーテル・パウル・ルーベンス『村祭り』 (1635-1638年)、ルーヴル美術館、パリ

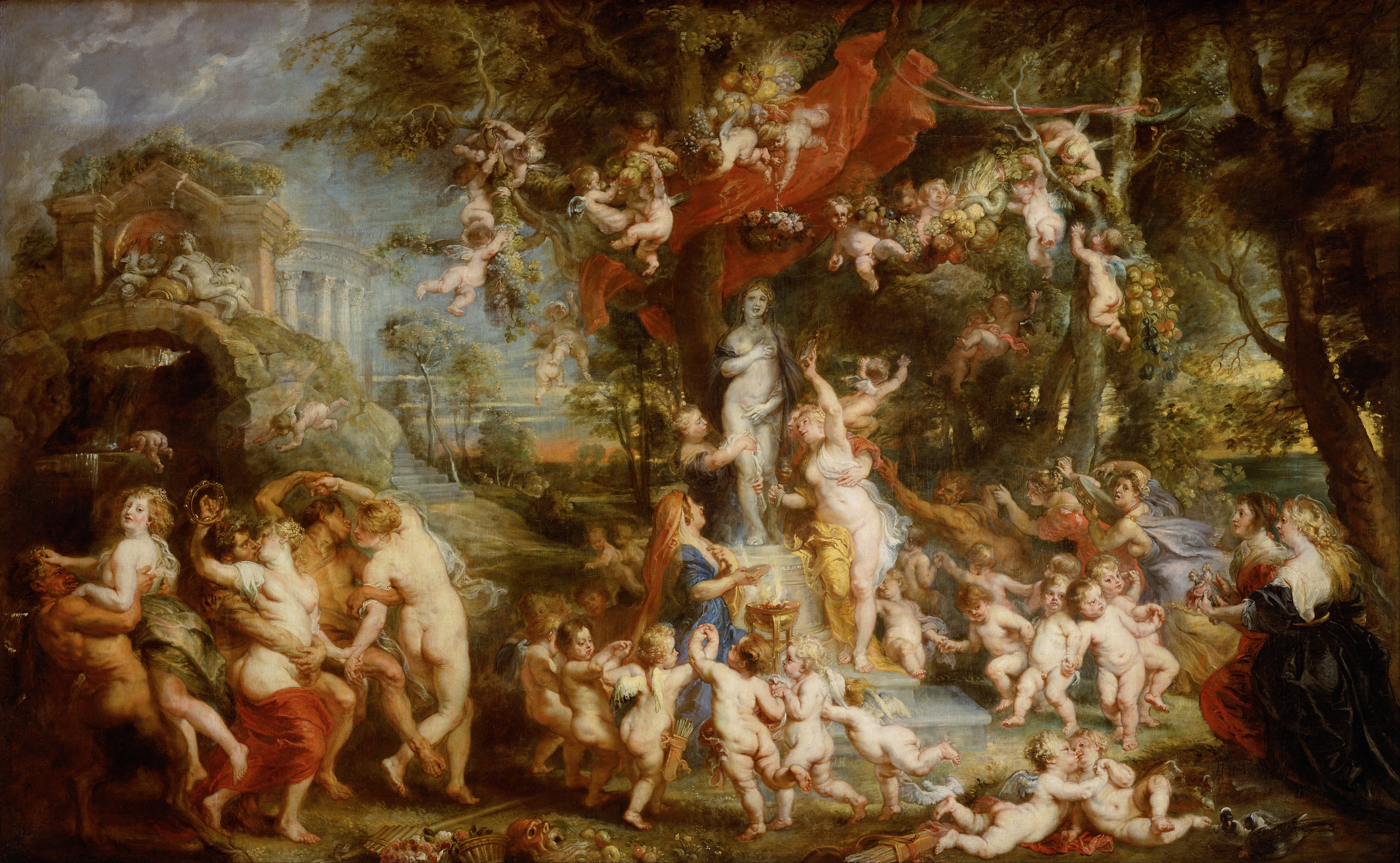
ピーテル・パウル・ルーベンス『ヴィーナスの祝祭』 (1636-1637年)、美術史美術館、ウィーン

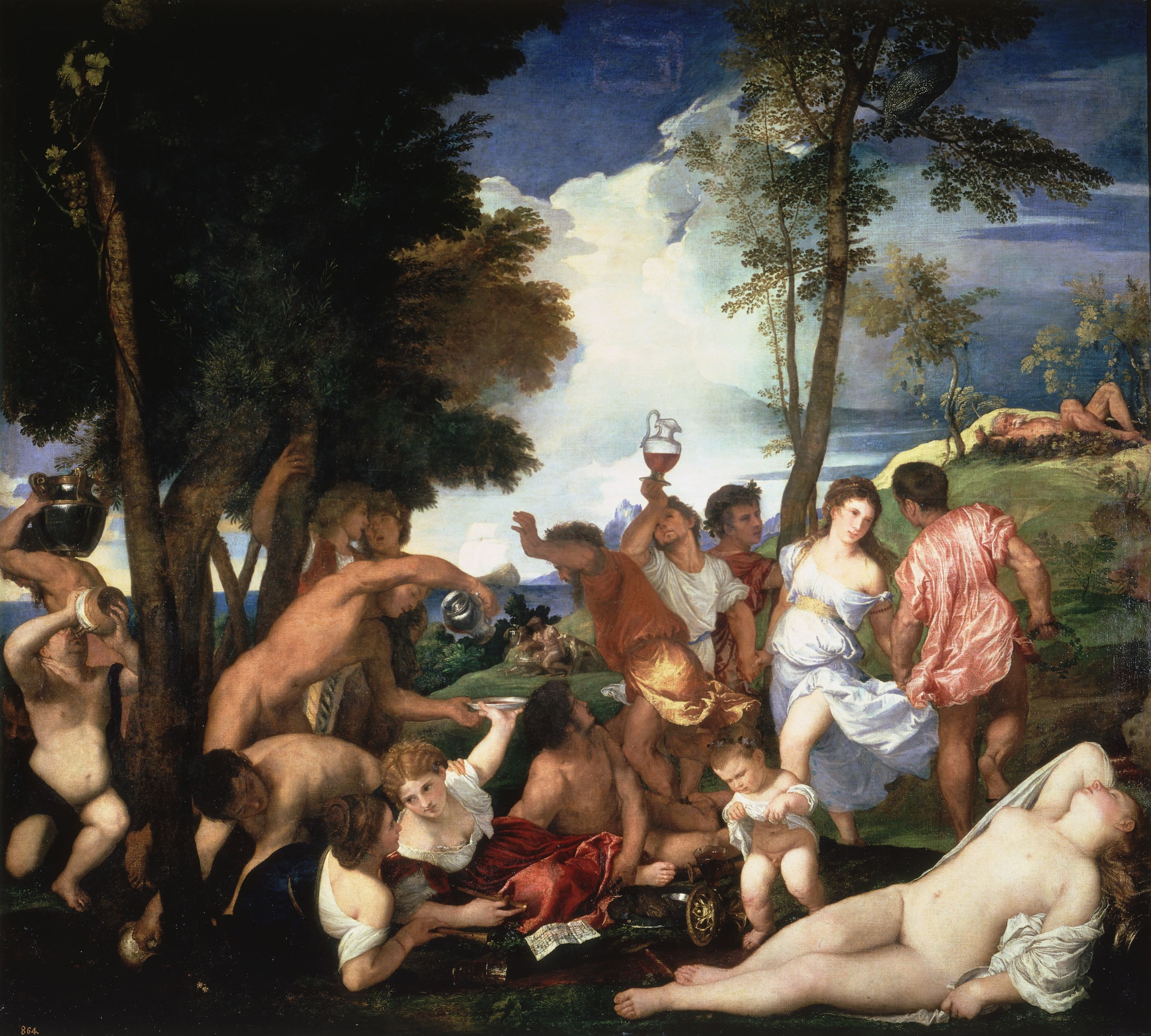
ティツィアーノ・ヴェチェッリオ『アンドロス島のバッカス祭』 (1523-1526年)、プラド美術館、マドリード

一群の人物たちが、オークの木の上に腰かけている男が吹いているフルートと、何人かの踊り手たちが脚に着けている鈴の音に合わせて踊っている。場面は、古代ギリシアの歴史と神話に登場する踊り、および古代ギリシアの伝統を継承するイタリア・ルネサンス時代の著作『ヒュプネロトマキア・ポリフィリ』中の挿絵木版画に登場する同様の踊りを想起させる。絵画は、テオクリトスの『アイディル (牧歌)』に触発された田園的抒情詩と演劇をも想起させる。そうした伝統において、またルーベンスの数多くの絵画におけるその解釈において、田舎というものは人間にとって豊穣さ、ロマンス、性的ファンタジーの理想郷であった。
本作の場面は、茶色、緑色、そして青色の絵具で生き生きとしたものとなっている。中景には、建築家アンドレーア・パッラーデイオの建築モティーフであるアーチとまぐさ石のある農家が見える。このことを文字通り解釈すれば、場面はイタリアのヴェネト地方ということになるであろう。ルーベンスは、この種の16世紀イタリアの建築を好んだが、そのことは彼自身のアントウェルペンの邸宅と庭園の設計に裏づけられる。
踊っている人物たちは手足を動かし、身体を捻って、ギリシア文学に記述されているような踊りに含まれる情熱的な感情表現をしている。2匹の犬がお互いの姿を映すようなイメージとして対極に配置され、円環状の動きを強調している。風になびく衣服もまた、動きの感覚に寄与している。多くの人物たちはお互いの手を離さないようにしつつ、複雑な踊りの動きに集中しているように見える。前景では、1人の女性が、胸をはだけた別の女性と大きな髭を生やし、ツタの冠を着けた男性が密着していることに狼狽しているように見える。男性の淫らな態度は女性を怖気づかるようなものである。右側では、別のカップルがキスをしようとしているところである。トラの毛皮を纏い、葉の冠を被った酒の神ディオニュソスは、明らかに自分の見ていることに満足して振り返っている。
若いディオニュソスだけが、彼を特定するアトリビュート (属性) であるトラの毛皮 (彼の東洋における功業を示唆する) を身に着けている。ノンノスによる叙事詩『ディオニュソス譚』にはトラに関する言及がある。この叙事詩は、ディオニュソスがインドを征服した際の祝い事の一部であった踊りにも言及している。ルーベンスがこの時の踊りをそのまま描いているわけではないにしても、古代ギリシアの文学には非常にしばしば記述されているそうした踊りには、ルーベンスが本作で描いている旋回するような踊りが含まれる。 古代ギリシアの文学における最も有名な踊りの場面はホメロスが『イーリアス』に記述しているもので、ヘパイストスがアキレウスのために制作した盾に描かれた場面である。そこには、「そして、若い男たちは踊りの中で旋回し、フルートとリラが絶え間なく鳴っていた」と記述されている。
ディオニュソス以外の画面の人物たちははっきりとしない。フルートを弾いている者は牧神パーンの役割を受け持っているが、動物の属性はまったく持ち合わせていない。他の踊り手たちは、しばしばディニュソスの連れであるサテュロスを思わせる。シレノスもまた、たいていディオニュソスの連れであったが、前景の2人の青い服を着た女性の間にいる大きな髭を生やした男性のインスピレーションとなったのかもしれない。
何人かの女性たちが高級な衣服やサンダルを身に着けている一方、裸足で農民のように見える女性たちもいる。しかし、画中には、ルーベンスの時代の上流階級の女性たちや田舎の女性たちのような服装をしている者はいない。首、胸、肩は当時の社会では考えられないくらいに露出しており、帽子に覆われていない髪の毛と裸足も別の時代と場所を想起させる。画中の女性たちは、ルーベンスが生涯にわたって描いた、時代を超越している寓意的、神話的女性たちを想起させるのである。彼女たちはまた、ティツィアーノが『アンドロス島のバッカス祭』 (プラド美術館) に描いたバッカンテ (バッカスの取り巻き) とニュンペーを想起させる。踊りは、両者がどちらも好んだものであった。